# Плісняни
Плісня́ни — село в Україні, у Зборівській міській громаді Тернопільського району Тернопільської області. Розташоване на річці Західна (Мала) Стрипа, на заході району. До 2016 — центр сільської ради. 
Населення — 553 особи (2007).

## Історія
Перша писемна згадка — 1684 року.
Державець села — інфляндський стольник Александер Седліський — був фундатором парафіяльного костелу святої Анни у м. Зборів.
Діяли «Просвіта» та інші товариства, кооператива.
12 червня 2020 року, відповідно до розпорядження Кабінету Міністрів України № 724-р «Про визначення адміністративних центрів та затвердження територій територіальних громад Тернопільської області» увійшло до складу Зборівської міської громади.
19 липня 2020 року, в результаті адміністративно-територіальної реформи та ліквідації Зборівського району, село увійшло до складу Тернопільського району.

## Населення

### Мова
Розподіл населення за рідною мовою за даними перепису 2001 року:
| Мова       | Кількість | Відсоток |
| ---------- | --------- | -------- |
| українська | 528       | 100%     |

## Пам'ятки
- Козацька могила (відновлена у 1991).
- Церква Перенесення мощей святого Миколая Чудотворця[5] (1910, дерев'яна).
- Костел (1936, мурований).
- Старовинна «фігура» св. Антонія.
- Пам'ятний знак полеглим у німецько-радянській війні воїнам-односельцям.

У Пліснянах знаходиться автобусна зупинка, прикрашена мозаїками радянського періоду. Фотограф Крістофер Хервіг (Christopher Herwig) включив світлину з зображенням лелюхівської автобусної зупинки до фотоальбому «Радянські автобусні зупинки» (Soviet Bus Stops), у якому зібрані фотографії артистичних автобусних зупинок у пост-радянських держав.

## Соціальна сфера
Працюють загальноосвітня школа І-ІІ ступенів, клуб, бібліотека, ФАП, відділення зв'язку, 1 торговельний заклад.

## Відомі люди
Народилася педагог і громадська діячка Теодозія Брикович.

## Галерея

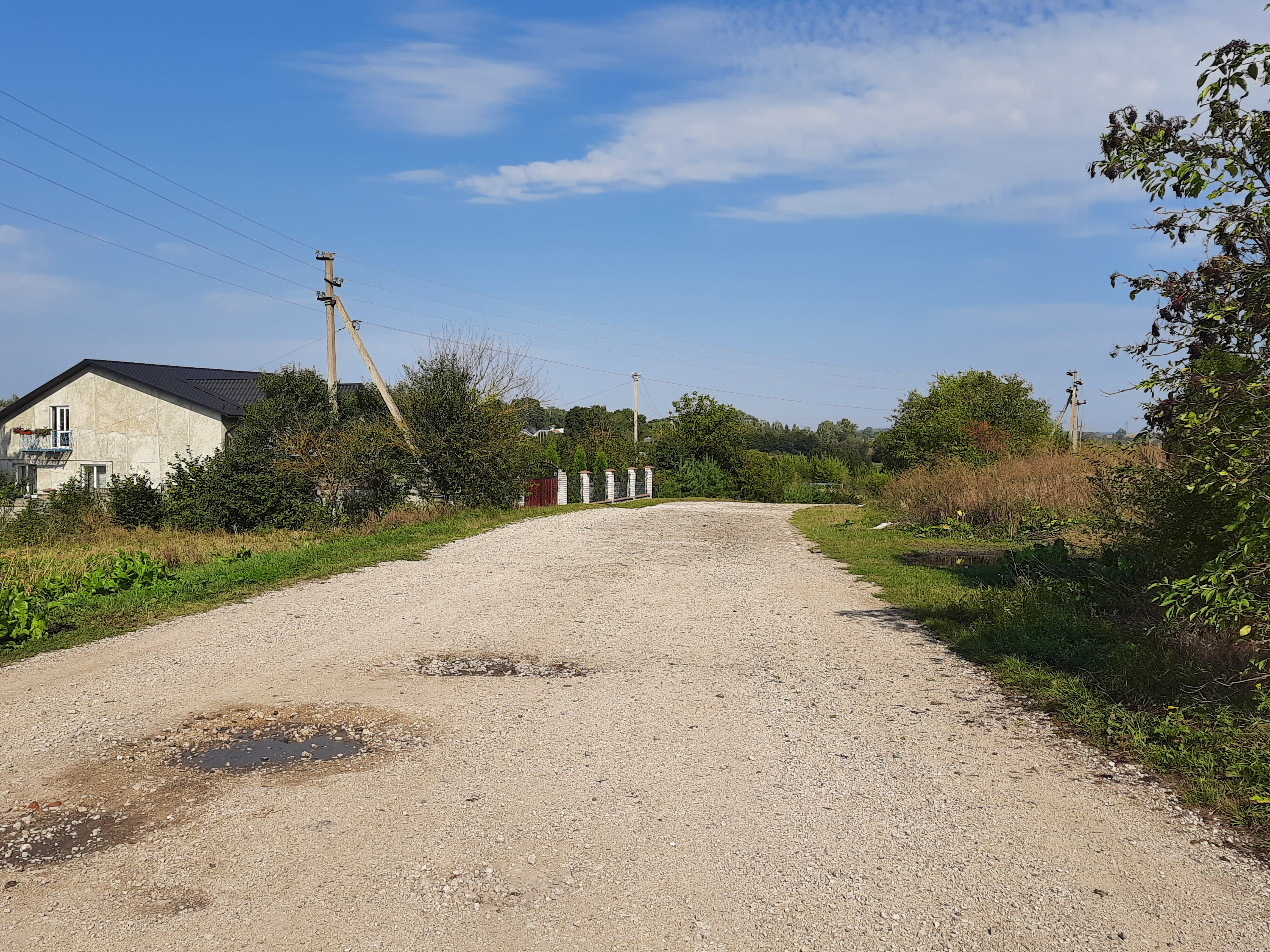
В'їзд у село
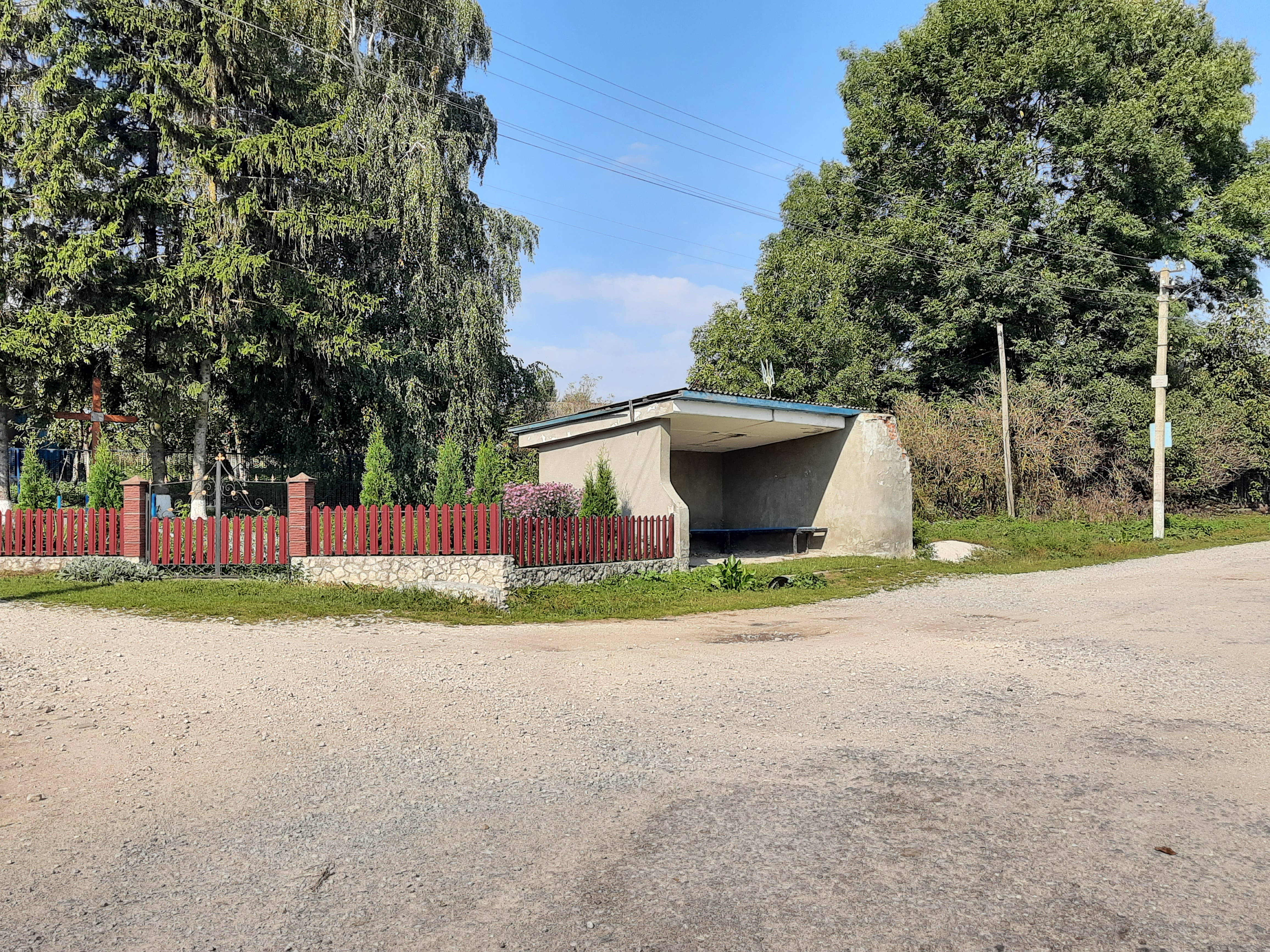
Автобусна зупинка в селі
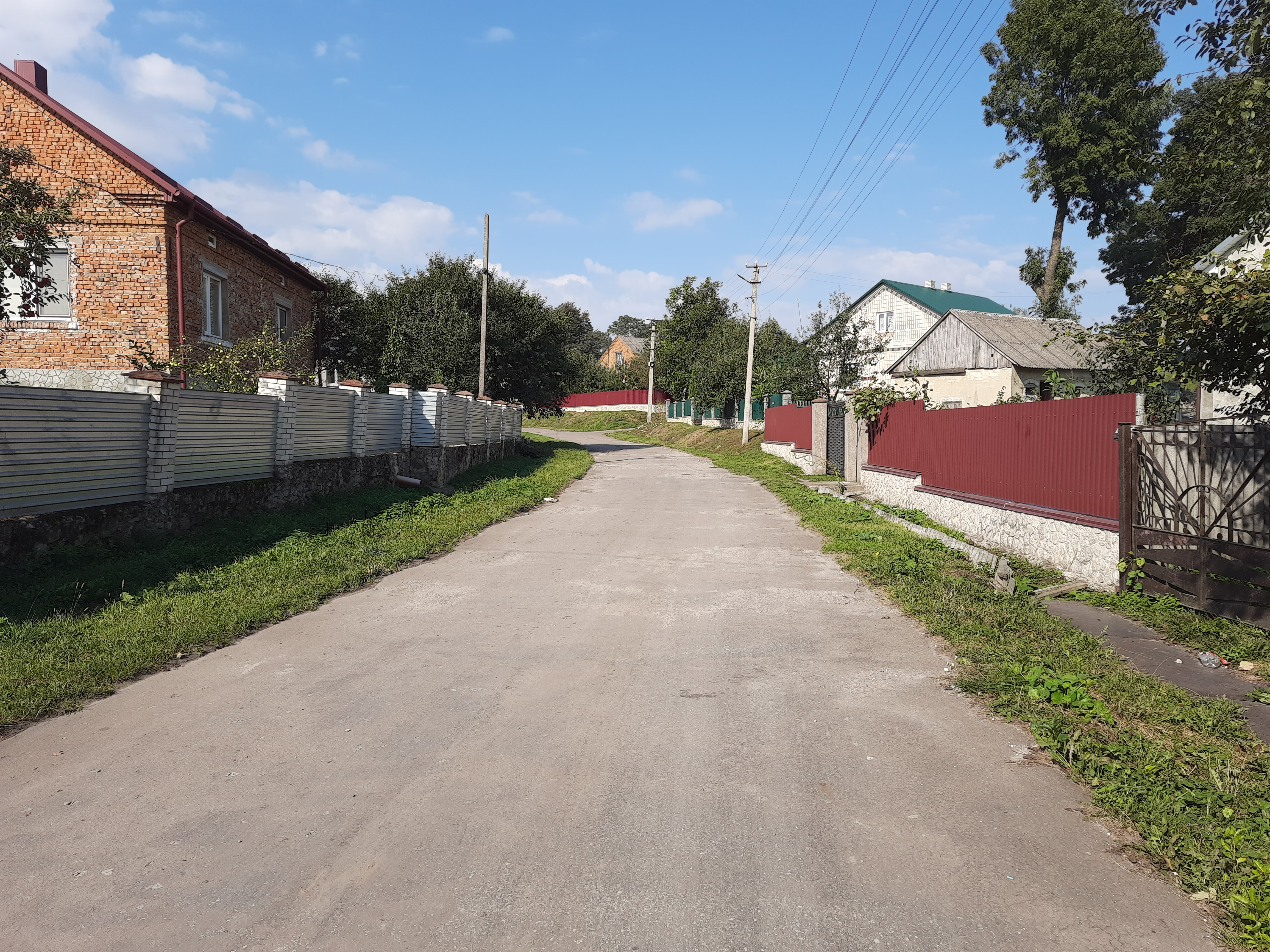
Сільська вулиця
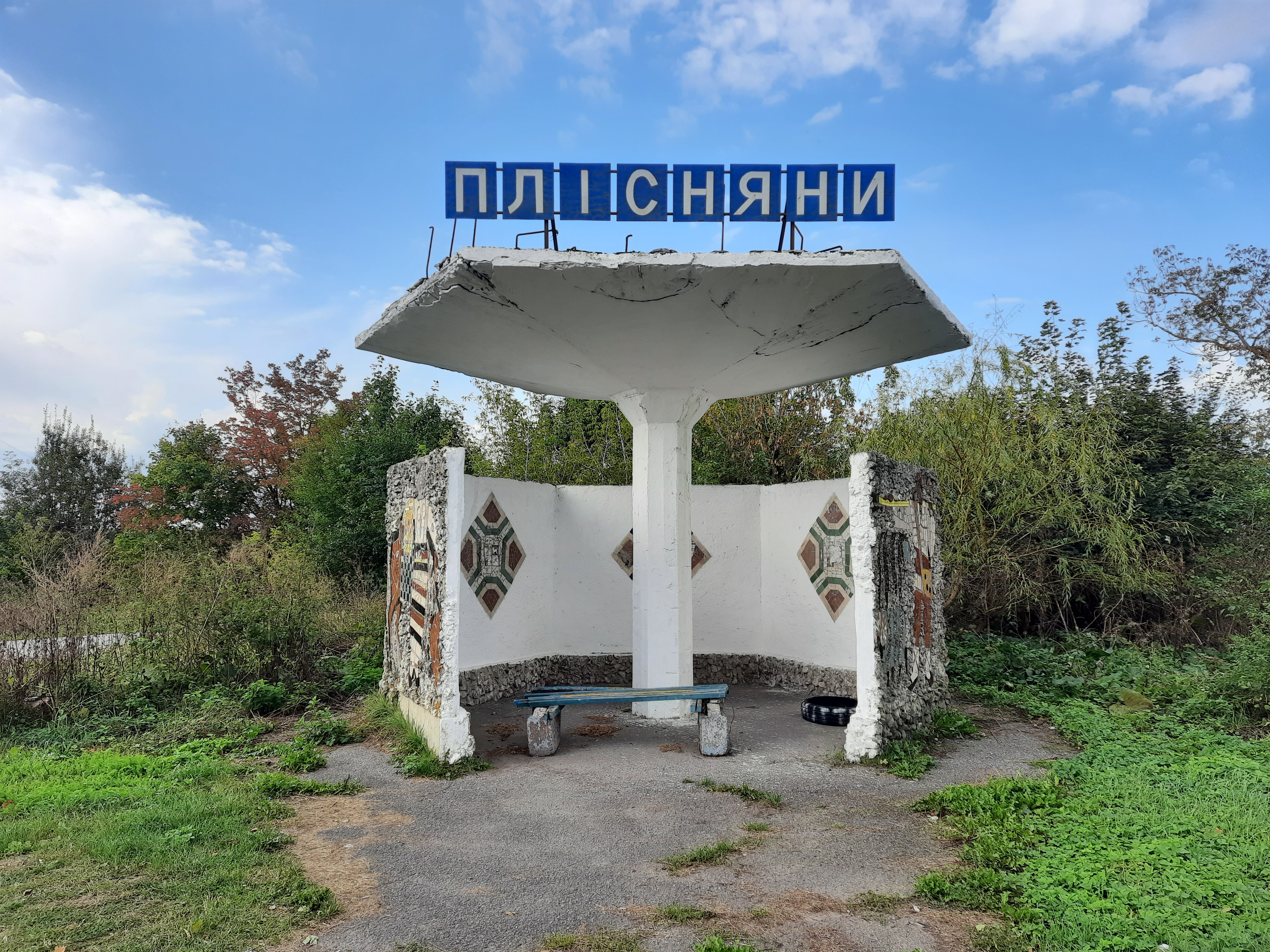
Автобусна зупинка біля села.